# Michael Robert z Althannu
Michael Robert hrabě z Althannu (německy Michael Robert Reichsgraf von Althann, Freiherr auf der Goldburg zu Murstetten; 8. července 1853 Milíčeves – 25. února 1919 Vídeň) byl rakouský šlechtic, velkostatkář a politik. Po univerzitních studiích krátce působil v diplomacii, v roce 1881 zdědil rozsáhlé statky v Čechách, Prusku a Dolních Rakousích. Byl dědičným členem rakouské a pruské panské sněmovny.

## Životopis

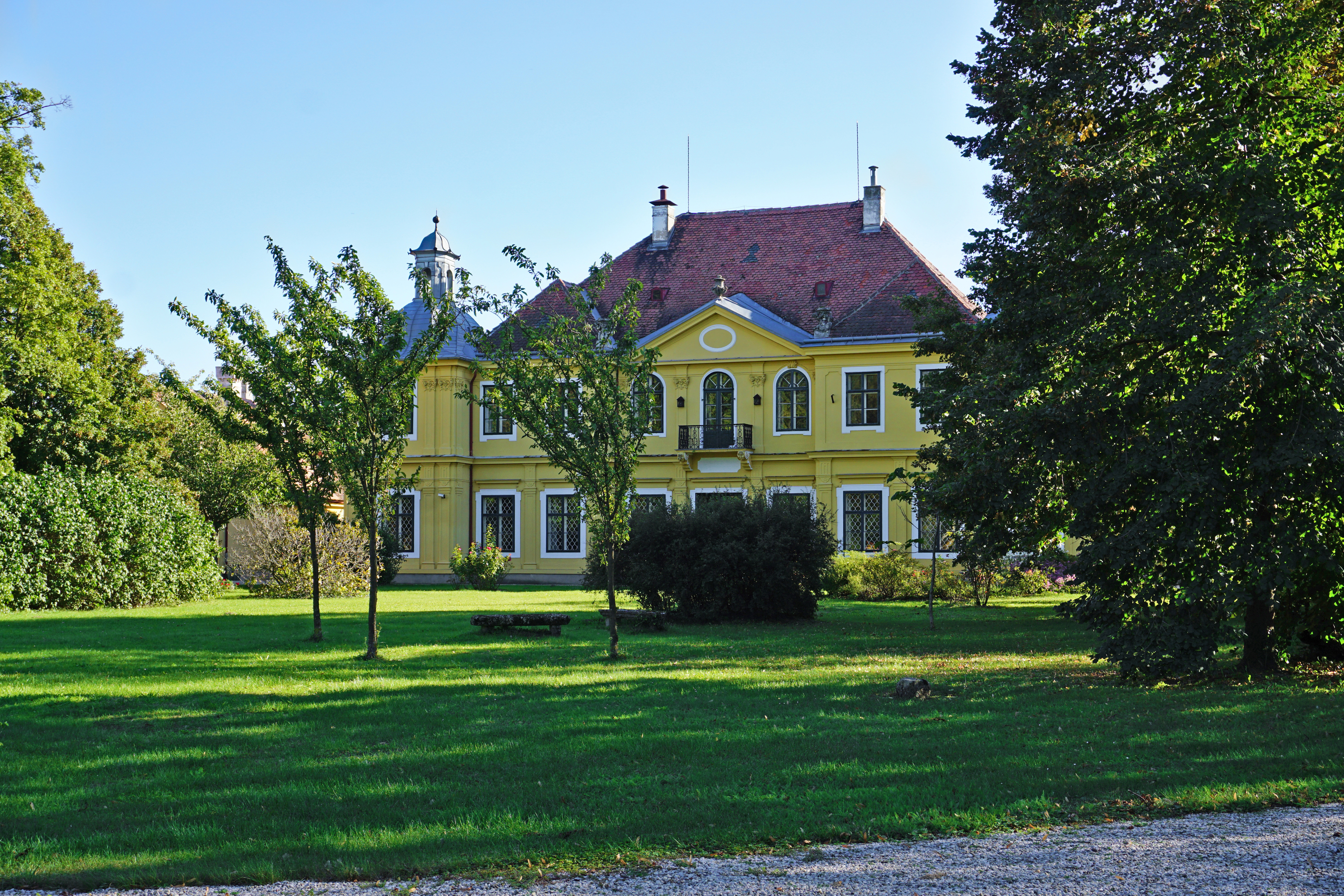
Zámek Zwentendorf (Dolní Rakousy), hlavní sídlo rodu Althannů

Pocházel ze starého šlechtického rodu Althannů, narodil se na zámku Milíčeves ve východních Čechách jako jediný syn hraběte Michaela Karla Althanna (1801–1881). Začal studovat práva v Bonnu, univerzitní studium dokončil ve Vídni. Poté krátce sloužil v diplomacii, byl legačním sekretářem v Londýně. V roce 1881 převzal rodové dědictví, od roku 1881 byl zároveň dědičným členem pruské panské sněmovny, v roce 1884 získal členství i v rakouské panské sněmovně. Byl též c. k. komořím a čestným rytířem Maltézského řádu. V letech 1903–1919 byl prezidentem golfového klubu ve Vídni. Užíval také v rodině dědičné tituly španělského granda I. třídy a dědičného nejvyššího kraječe v Horních a Dolních Rakousích.

## Rodina
Dne 2. července 1885 se oženil s hraběnkou Antoinettou Hatzfeldovou (26. 9. 1856 Libochovice – 21. 12. 1933 Vídeň), dcerou německého šlechtice, knížete Alfreda Hatzfelda. Antoinetta byla po matce Gabriele, rozené Ditrichštejnové dědičkou části majetku vymřelé knížecí větve Ditrichštejnů. Jejím majetkem tak byl velkostatek Lipník nad Bečvou na Moravě. Z jejich manželství pocházel syn Michael Karel z Althannu (1897–1978) a dvě dcery, které zemřely v dětství.

## Majetek
Jeho majetkem byly statky v Čechách, Rakousku a Prusku, několik z nich mělo statut fideikomisu, což byl předpoklad pro možnost získání dědičného křesla v rakouské a pruské panské sněmovně. V Čechách vlastnil velkostatky Králíky a Svojšice. V sousedství Králík, ale již na německé (dnes polské) straně vlastnil velkostatek Mittelwalde (dnešní Międzylesie v Polsku). Robertova manželka Antoinetta zdědila v roce 1909 po matce část bývalého ditrichštejnského dominia, jejím majetkem byly velkostatky Lipník nad Bečvou a Hranice s hradem Helfštýnem. Oba manželé tak v Čechách a na Moravě spravovali majetek o rozloze přibližně 13 000 hektarů půdy. Jejich hlavním sídlem byl ale zámek Zwentendorf v Dolních Rakousích, kde zároveň sídlila centrální správa althannských statků.